# Col du Louschbach
Le col du Louschbach (parfois orthographié Louchbach ou même Louchpach) est un col secondaire du massif des Vosges qui relie Le Valtin dans les Vosges au Bonhomme dans le Haut-Rhin. Il croise la route des Crêtes entre le col du Bonhomme et le col du Calvaire.

## Géographie

### Situation

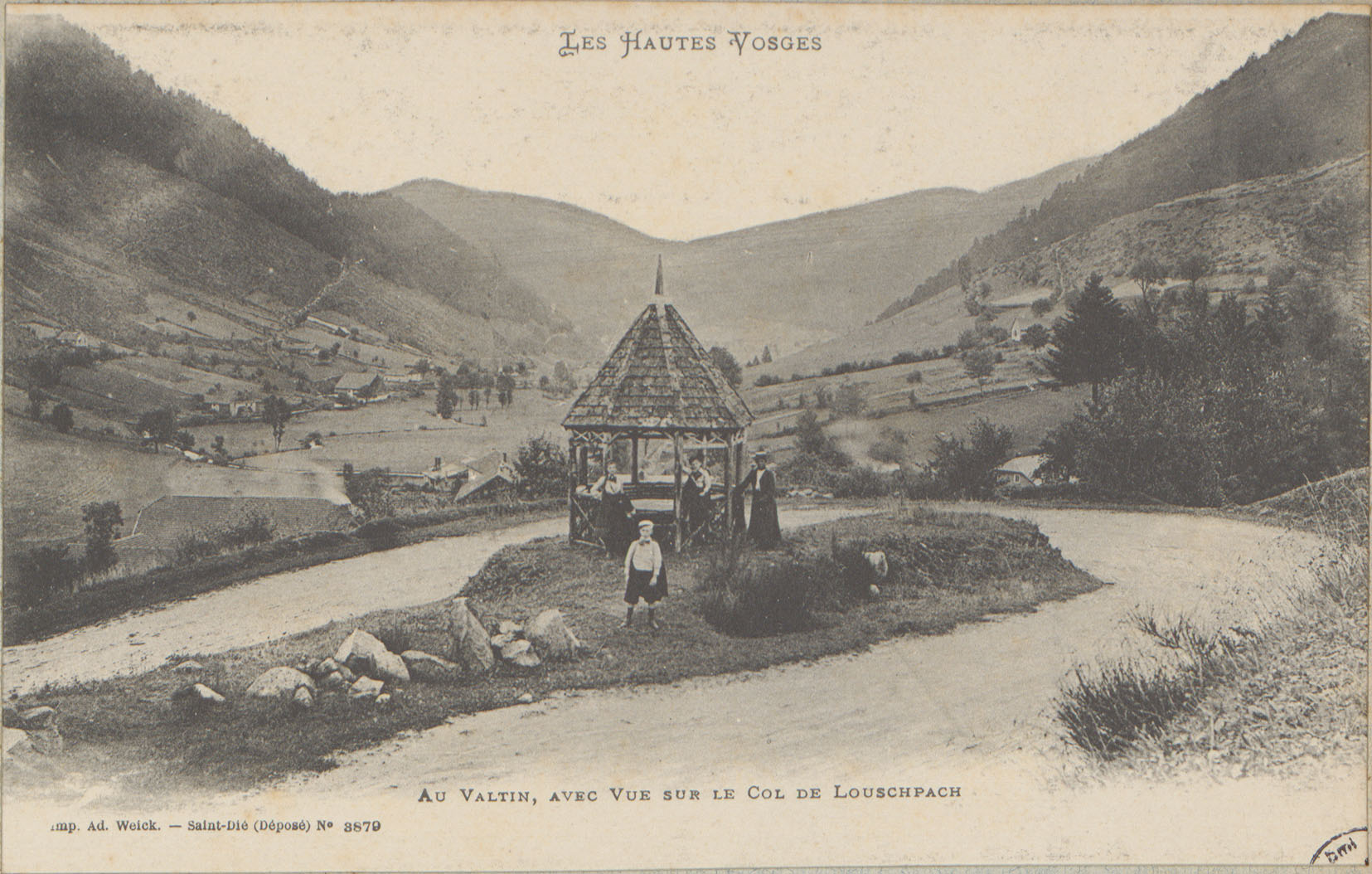
Au Valtin, avec vue sur le col de Louschbach (carte postale A. Weick).

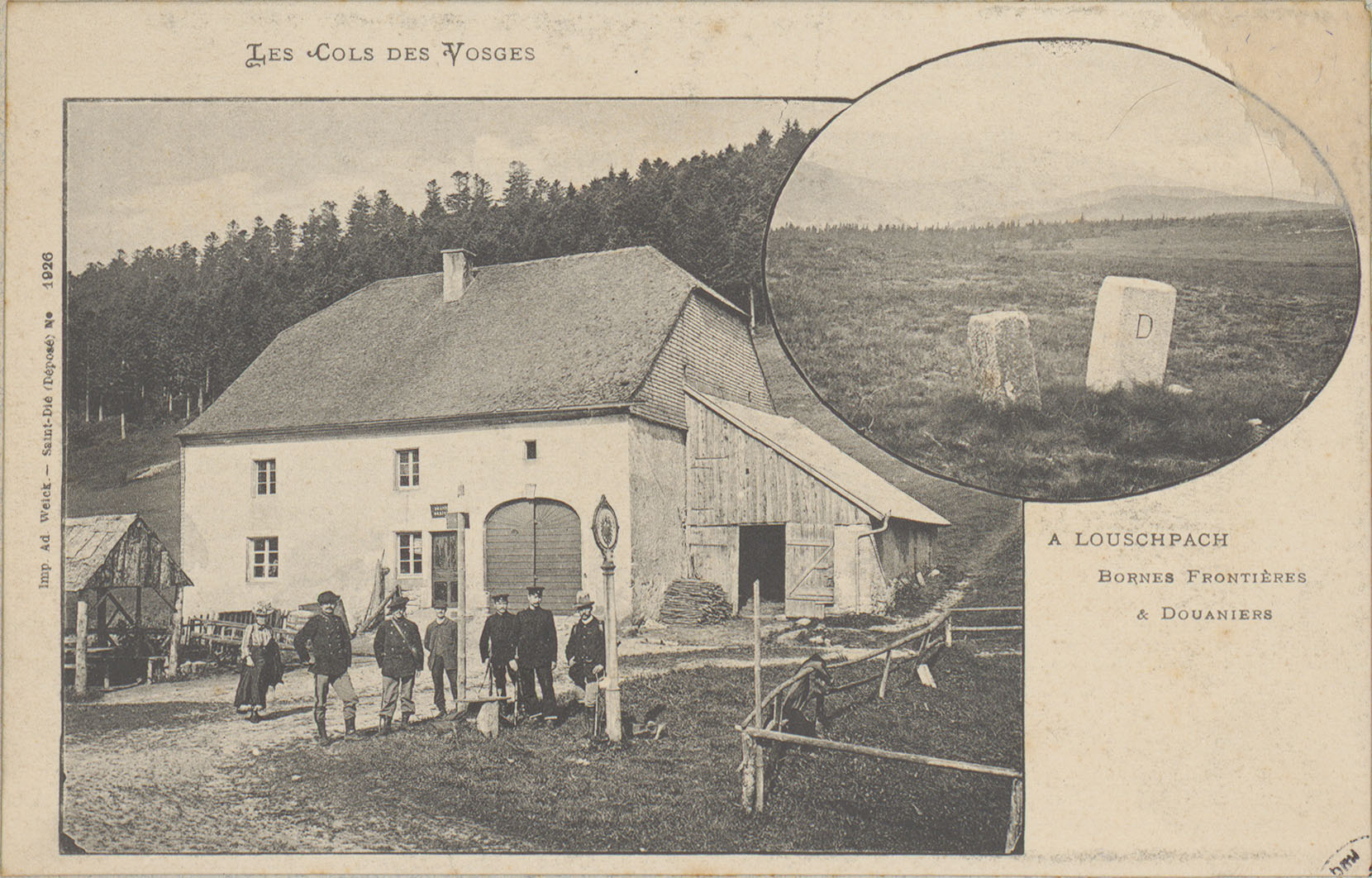
À Louschpach, bornes frontières & douaniers (carte postale A. Weick).

Situé à l'altitude de 978 m, le col relie la haute vallée lorraine de la Meurthe, à partir du Rudlin au Valtin, et la haute vallée alsacienne de la Weiss – plus précisément d'un affluent, la Béhine qui arrose la commune du Bonhomme.

### Hydrographie
La Béhine y prend sa source.